# Helmut de Boor
Helmut Anton Wilhelm de Boor (* 24. März 1891 in Bonn; † 4. August 1976 in Berlin) war ein deutscher germanistischer Mediävist.

## Leben
Helmut de Boor war das dritte Kind des Byzantinisten Carl de Boor und dessen Frau Manon, geborene Meyer. Er wurde in Bonn geboren, ging aber in Breslau ans Gymnasium. Er studierte Germanistik in Freiburg, Marburg und Leipzig, woran sich die Promotion (1917) und Habilitation (1919) anschloss. Nach kurzer Lehrtätigkeit in Breslau war er von 1919 bis 1922 Lektor für Germanistik an der Hochschule Göteborg. 1922 wechselte er als außerordentlicher Professor nach Greifswald und 1925 in gleicher Position nach Leipzig.
Von 1930 bis 1945 war er Professor für deutsche Sprache und Literatur an der Universität Bern. Er trat zum 1. Januar 1937 der NSDAP bei (Mitgliedsnummer 3.773.601). Nach dem Ende des Zweiten Weltkriegs wirkte er zunächst an der Universität Marburg und von 1949 bis 1959 als Lehrstuhlinhaber an der Freien Universität Berlin.
Seit 1963 war er korrespondierendes Mitglied der Bayerischen Akademie der Wissenschaften. Zusammen mit Paul Diels leitete er in den 1950er Jahren die Kommission, die im Auftrag des Deutschen Ausschusses für Sprechkunde und Sprecherziehung die hochdeutsche Bühnenaussprache festschrieb. Er folgte darin Theodor Siebs.
De Boor war seit 1920 mit Ellen Anna Rigberta von Unwerth verheiratet, einer verwitweten Tochter des Mediävisten Theodor Siebs, die als Autorin und Übersetzerin unter dem Namen Ellen de Boor bekannt wurde. Sein Bruder war der Theologe Werner de Boor.

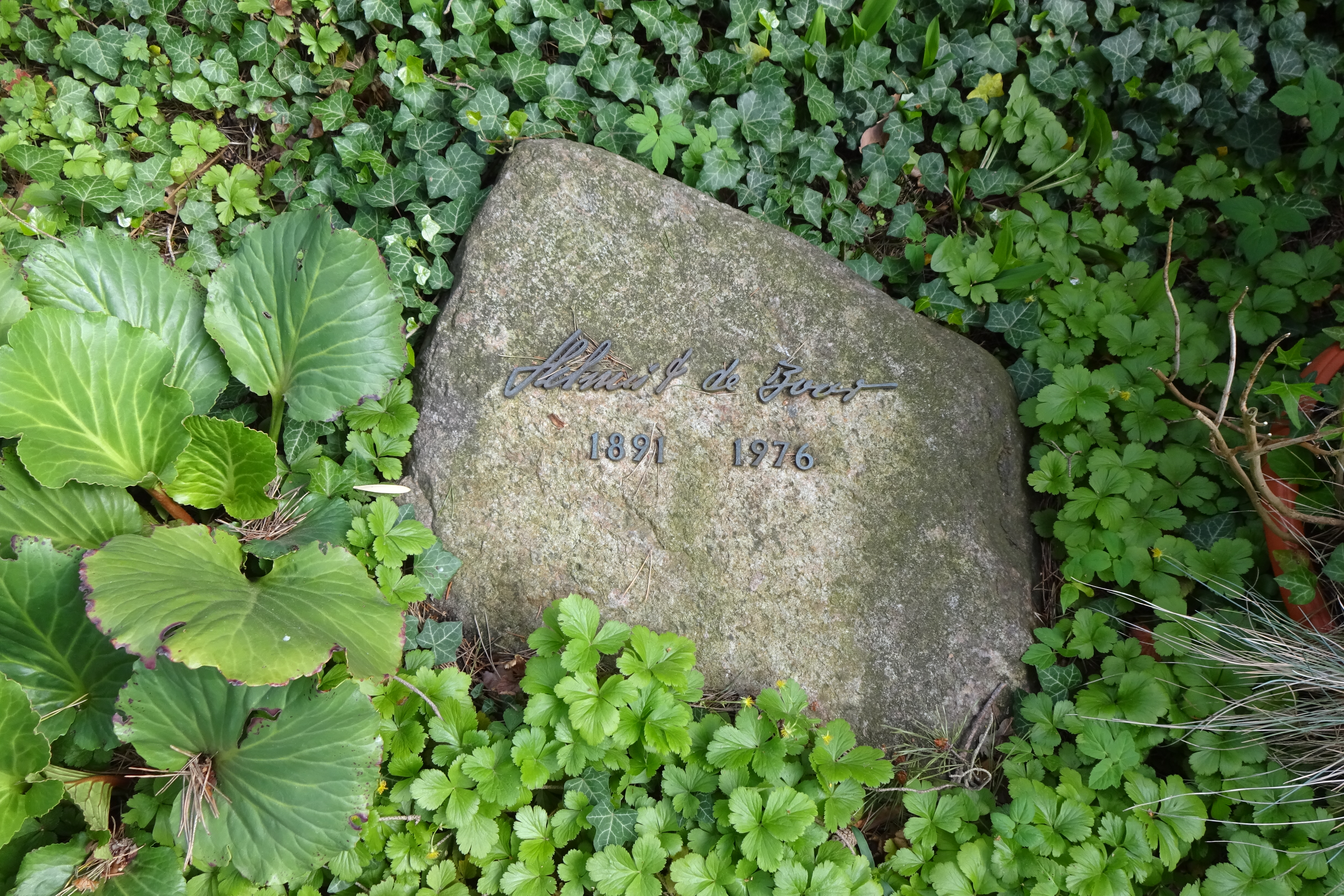
Grabstätte in Berlin (Nikolassee)

Er ist auf dem Evangelischen Kirchhof Nikolassee bestattet.

## Veröffentlichungen
- Die färöischen Lieder des Nibelungenzyklus. Promotionsschrift Universität Leipzig 1917.
- Die färöischen Dvörgamoylieder. Habilitationsschrift Universität Breslau 1919.
- Studien zur altschwedischen Syntax in den ältesten Gesetztexten und Urkunden. Breslau 1922.
- Schwedische Literatur. Breslau 1924.
- Untersuchungen zur Sprachbehandlung Otfrids. Hiatus und Synaloephe. Breslau 1928 (Nachdruck: Hildesheim 1977, ISBN 3-487-06214-3).
- Das Attilabild in Geschichte, Legende und heroischer Dichtung. Bern 1932 (2. Aufl. 1963).
- als Gründungshrsg. mit Richard Newald: Geschichte der deutschen Literatur von den Anfängen bis zur Gegenwart (davon selbst verfasst: Bd. 1: Die deutsche Literatur von Karl dem Großen bis zum Beginn der höfischen Dichtung. 770–1170, Bd. 2: Die höfische Literatur. Vorbereitung, Blüte, Ausklang. 1170–1250, Bd. 3: Die deutsche Literatur im späten Mittelalter. 1250–1370, Teil 1: Zerfall und Neubeginn). München 1949–1964; 10. Auflage, bearbeitet von Ursula Hennig, ebenda 1979.
- Theodor Siebs: Deutsche Hochsprache – Bühnenaussprache. Hrsg.: Helmut de Boor, Paul Diels. 18. Auflage. Berlin 1961.
- als Hrsg.: Das Nibelungenlied. Nach der Ausgabe von Karl Bartsch. 16. Auflage. Wiesbaden 1961.
- Kleine Schriften. Zwei Bände. Berlin 1964/1966.
- Die Textgeschichte der lateinischen Osterfeiern. Tübingen 1967.
- mit Roswitha Wisniewski: Mittelhochdeutsche Grammatik. 7. Aufl. Berlin 1973 (10. Aufl. durchgesehen von Helmut Beifuss, 1998, ISBN 3-11-015742-X).